# Astragalus pelecinus pelecinus
Astragalus pelecinus pelecinus es una subespecie de Astragalus pelecinus, una leguminosa anual de la familia Fabaceae, frecuentemente usada como cultivo o aprovechamiento forrajero.
Nombre vulgar: aserruche

## Identificación
Es una planta herbácea presente en praderas y pastizales de clima mediterráneo que muestra normalmente un crecimiento erguido, pudiendo alcanzar una altura de hasta 40 cm. Puede adoptar también un crecimiento postrado si es sometida a pastoreo durante los meses invernales.
Tiene un sistema radicular bien desarrollado, profundizando hasta 1,5 m. Este hecho le permite aprovechar el agua contenida en las capas más profundas del suelo de los pastizales y adaptarse bien a un régimen de precipitaciones escasas. También puede adquirir nutrientes en estas profundidades. Sus raíces son más profundas que otras legumbres típicamente forrajeras como el trébol subterráneo o la serradella. 
Sus hojas son compuestas, imparipinnadas , de 7-15 folíolos. Presenta pelos en ambas caras. Y tiene estipulas ovalo-lanceoladas.
Flores típicas de la familia de las leguminosas. Si zigomorfas, de color azul en racimos axilares de 3 a 5 flores. Tiene 5 estambres fértiles. 
Los frutos en legumbre se muestran como una vaina plana, corta, puntiaguda y pelosa. Lo más notable de su aspecto exterior es que ambos bordes son aserrados, por lo que se le conoce como aserruche. Su tamaño es alrededor de 7 x 35 mm. Este fruto es indehiscente. Esto favorece la recogida de las semillas por las empresas que se dedican a la producción y venta de esta semilla. Siendo otra de las diferencias notables con el trébol subterráneo, cuya producción de semillas se ve dificultada por el enterramiento de las mismas por parte de la planta a finales de su ciclo vegetativo. Cada vaina contiene unas 20 semillas.
Las semillas son esféricas, de color marrón claro, pequeñas (< 2mm). La densidad de semillas por gramo está entre las 674 a 842 semillas/g.

## Biología y fenología
Es una especie herbácea con ciclo de vida anual (terófito).  Sus semillas germinan con las primeras lluvias del otoño.
Su desarrollo fenológico es de una precocidad media-tardía, completando su ciclo de vida en unos 180 días desde la emergencia de la plántula.
- De siembra a emergencia de 11 a 13 días

- De emergencia de plántula a floración entre unos 134 días

- De floración a cuajado de frutos 9 días

- De cuajado a maduración de frutos unos 35 días

## Requerimientos ambientales

### Clima

#### Temperatura
- La germinación se ve favorecida por variaciones día /noche de 25°/15 °C. Situación que ocurre típicamente al final del verano y principios del otoño.
- La temperatura óptima de crecimiento está entre 20°-25 °C.
- Puede tolerar temperaturas mínimas < -2 °C  (menor que trébol subterráneo).
- Las temperaturas máximas soportadas están en torno a los  30 °C, ya que por encima de este valor afecta al proceso de nodulación con las bacterias con las que mantiene una actividad simbiótica ayudándole a fijar nitrógeno desde la atmósfera.

#### Humedad
Sus necesidades hídricas están en un rango de precipitaciones entre los 300 – 800 mm anuales. Vegeta mejor con humedades relativas en torno al 70%.

### Suelo
- Textura: franco-arenoso de espesor medio a profundo. Necesita un buen drenaje ya que no tolera encharcamiento en sus raíces.
- pH: aunque se adapta muy bien a un rango amplio de pH, prefiere los suelos de tipo ácido, típicos de terrenos silíceos.
- Materia Orgánica: para su óptimo crecimiento los niveles en suelo deben estar entre 1 -3 %.

### Fotoperiodo y necesidades de iluminación
Planta de día largo. Tolera un poco de sombreado, por lo que se adapta bien a vivir en terrenos de dehesas y bajo arbolado denso.

### Altitud
Puede habitar hasta los 1000 m de altura.

## Distribución y zonas de cultivo
Adaptado a clima mediterráneo. Crece naturalmente en los países del Sur de Europa, Norte de  África, Islas Canarias y Oriente próximo.
Aparece como especie cultivada por su aprovechamiento como forraje en climas de tipo mediterráneo como puede ser en Chile y en el Sureste de Australia.
En España la podemos encontrar en el cuadrante suroccidental (Extremadura). Pero también en Galicia y donde abunden los suelos ácidos, en donde no suele adaptarse bien el trébol subterráneo como especie forrajera.

## Interés forrajero y aprovechamientos
Esta especie ha estado en el punto de mira de la mejora vegetal y ha sido desarrollada como especie de interés forrajero por el “Centre for legumes In mediterranean agricultura”  (CLIMA). Este centro de investigación localizado en el norte de Australia, está investigando sobre las mejores variedades para obtener las mayores cantidades de producción de biomasa para su uso como forraje en ganadería.  
Su índice de calidad forrajera es de 3.
Al tratarse de una especie anual tiene una alta producción de semillas. Estas semillas se caracterizan por tener una dureza seminal mayor del 95%, que es un valor bastante alto y que le permite aumentar considerablemente el banco de semillas del suelo. Este alto nivel de semillas le confiere la capacidad de aguantar las perdidas producidas por falsas germinaciones adelantadas con lluvias ocasionales de finales de verano, que luego producen agostamiento de las plántulas emergidas. Siendo esta la causa de la pobre regeneración del trébol subterráneo en los pastizales mediterráneos, y de que B. pelecinus pueda ser un buen sustituto en esas condiciones.
El peso de 1000 semillas está en torno a 1,3 g. De su producción total de biomasa, destina cerca del 1,8% a la producción de semillas, lo que indica una alta tasa de esfuerzo reproductivo.

### Producción
- de biomasa: entre 3.700 y 10 000 kg/ ha y año según cultivares en 1ª temporada tras la siembra en un pastizal. La producción suele descender en la segunda temporada y remonta en la tercera hasta los niveles del primer año.
- de semillas: entre 750 y 1500 kg /ha.

Cuando se utiliza como cultivo forrajero la siembra es otoñal observándose entre un 78% y un 89% de germinación.
La dosis de siembra es de 8 kg/ha y no debe enterrarse la semilla a más de 2 cm de profundidad.  Esta dosis de siembra equivale a 750.000 semillas/kg. Es decir se dispersan como unos 6 millones de semillas por hectárea de cultivo.
Si la siembra es en mezcla se suele utilizar unos 1,5 kg /ha y la biserrula se siembra junto con raygrass italiano, digitaria,  trébol subterráneo, serradella, etc.
En ambos casos, tanto se siembre sola como en mezcla con gramíneas y otras leguminosas, B. pelecinus  no necesita resiembra, ya que su producción de semillas es suficiente para que broten suficientes plantas al comienzo de la siguiente estación.
Para asegurarnos que este cultivo puede fijar nitrógeno en el suelo se debe de inocular con el Mesorhizobium spp. que es el género de bacterias ácido-tolerantes que mejor forman nódulos con B. pelecinus.

### Variedades
- Casbah → de crecimiento vigoroso, de media estación. Necesita una precipitación entre los 325 mm a 500 mm o más.
- Mauro → más tardía pero con más poder germinativo (86%).

### Calidad del forraje

#### Digestibilidad
- 76% al principio de la primavera.
- 62% al principio del verano.

#### Energía metabolizable
En un rango de 10,7 a 8,8  kcal/kg de principios de primavera a principios de verano.

#### Proteína bruta
El contenido en proteína bruta está normalmente en el 25 %, llegando a máximos del 35 %.

### Palatabilidad
Moderadamente palatable en invierno, menos en primavera. Vuelve a aumentar cuando la hierba se seca. En el estadio de floración/ vaina temprana B. pelecinus es menos palatable.  Se han descrito problemas de fotosensibilización en ovejas que pastan en pastizales con alto contenido en esta especie, aunque su frecuencia es muy baja.

### Aprovechamiento como forrajera
B. pelecinus nunca alcanza altura suficiente como para tolerar siegas, por lo que se aprovecha principalmente con pastoreo directo. 
Esta especie tolera un manejo del pastizal con alta carga animal excepto en floración y durante llenado de semilla. Debido a su extraordinaria dureza de las cubiertas seminales, pasa el tracto digestivo del animal sin destruirse en un 40% , sobre todo en ovejas. Lo que le ayuda a su dispersión a larga distancia.

## Sinonimia
- Biserrula pelecinus L.
- Biserrula pelecinus subsp. dalmatica Trinajstic
- Pelecinus vulgaris Medik.[1]